# Club Deportivo Valdelacalzada
El Club Deportivo Valdelacalzada es un equipo de fútbol, del municipio 
de Valdelacalzada (Badajoz) España. Fue fundado en 1965 y actualmente juega en la Primera División Extremeña, en el grupo II. 
Luis Miguel Fernández Domínguez (Fernández), portero en el F. C. Barcelona, Jerez y Betis durante la década de 1980, nació en esta localidad pacense y fue formado como jugador en dicho club.

## Temporadas
| Temporada   | División | Posición | Copa del Rey |
| ----------- | -------- | -------- | ------------ |
| 1965-66     | Regional | —        |              |
| Hasta 92-93 | Regional | —        |              |
| 1993/94     | 3ª       | 19º      |              |
| 1994-95     | Regional | -        |              |
| 1996-97     | Regional | -        |              |
| 1997/98     | 3 ª      | 11 º     |              |
| 1998/99     | 3 ª      | 6 º      |              |
| 1999-2000   | 3 ª      | 9 º      |              |

| Temporada | División | Posición | Copa del Rey |
| --------- | -------- | -------- | ------------ |
| 2000/01   | 3 ª      | 11 º     |              |
| 2001/02   | 3 ª      | 16 º     |              |
| 2002/03   | 3 ª      | 17 º     |              |
| 2003-04   | Regional | -        |              |
| 2006-07   | Regional | -        |              |
| 2007/08   | 3 ª      | 16 º     |              |
| 2008/09   | 3 ª      | 8 º      |              |
| 2009/10   | 3 ª      | 15 º     |              |
| 2010/11   | 3ª       | 17º      |              |
| 2011/12   | 3ª       | 12º      |              |
| 2012/13   | 3ª       | 20º      |              |
| 2013/14   | Regional | 6º       |              |
| 2014/15   | Regional | 2º       |              |
| 2015/16   | 3ª       | 19º      |              |
| 2016/17   | Regional | 5º       |              |
| 2017/18   | Regional | 3º       |              |
| 2018/19   | 3ª       | 20º      |              |
| 2019/20   | Regional | 7º       |              |
| 2020/21   | Regional | 1º       |              |
| 2021/22   | Regional | 9º       |              |
| 2022/23   | Regional | 4º       |              |
| 2023/24   | Regional | 9º       |              |

- 15 TemporadasTercera División